# 丹尼尔·坎布罗内罗
丹尼尔·坎布罗内罗（西班牙語：Daniel Cambronero，1986年1月8日—），哥斯达黎加男子足球运动员，司职守门员。他曾代表哥斯达黎加国家队参加2014年国际足联世界杯，结果队伍止步八强赛。